# Prionyx kirbii
Espèce
Prionyx kirbii est une espèce d'insectes hyménoptères de la famille des sphécidés. Elle fait partie de ce que les anglophones appellent les tiger wasp, ou guêpes tigres. Les Sphecidae sont en effet des guêpes prédatrices qui capturent des insectes. Les proies servent à alimenter leurs larves qui sont enfouies dans des tunnels creusés dans le sable.